# آنا سودربرغ
آنا سودربرغ (بالسويدية: Anna Söderberg)‏ هي منافسة ألعاب القوى سويدية، ولدت في 11 يونيو 1973.

## وصلات خارجية
- آنا سودربرغ على موقع الاتحاد الدولي لألعاب القوى (الإنجليزية)
- آنا سودربرغ على موقع الدوري الماسي (الإنجليزية)
- آنا سودربرغ على موقع اللجنة الأولمبية الدولية (الإنجليزية)
- آنا سودربرغ على موقع أوليمبيديا (الإنجليزية)
- آنا سودربرغ على موقع اللجنة الأولمبية السويدية (السويدية)